# Christina Schollin
Christina Schollin (Stoccolma, 26 dicembre 1937) è un'attrice svedese.

## Biografia[1]
Christina Schollin ha debuttato nel cinema nel 1956, recitando in alcune pellicole piuttosto famose in Svezia; vanno citate Fanny e Alexander, Esistono gli angeli?, Il mio caro John, Il segno. La sua carriera negli anni 90 si è limitata ad alcune apparizioni in serie tv.
Lei e i suoi familiari erano amici di Bob Marley: il cantante era sempre loro ospite durante i suoi viaggi in Svezia.
Nel 1966 ha rifiutato la parte in un film con Elvis Presley.

## Vita privata
È stata sposata dal 1962 al 2024 con l'attore Hans Wahlgren e ha quattro figli. Possiede una boutique a Stoccolma.

## Filmografia parziale

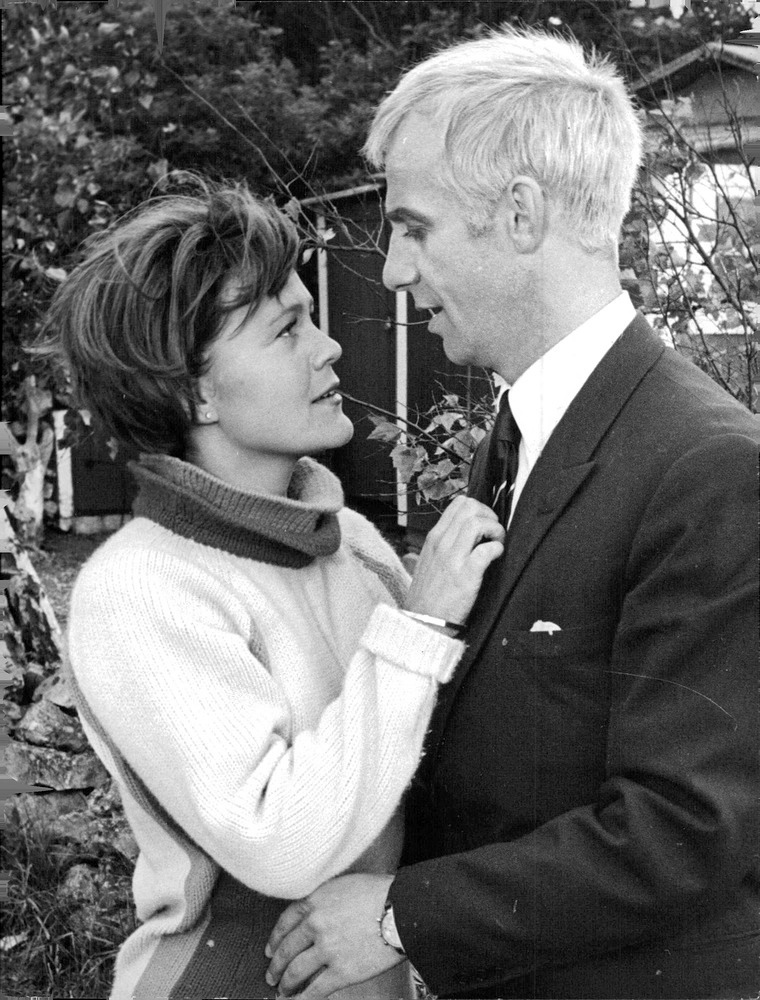
Christina Schollin e Jarl Kulle in una scena del film Bröllopsbesvär (1964)

- Esistono gli angeli? (Änglar, finns dom?), regia di Lars-Magnus Lindgren (1961)
- Bröllopsbesvär, regia di Åke Falck (1964)
- Il mio caro John (Kare John), regia di Lars-Magnus Lindgren (1964)
- Ormen - La frusta del sesso (Ormen), regia di Hans Abramson (1965)
- Garage (Garaget), regia di Vilgot Sjöman (1975)
- Fanny e Alexander (Fanny och Alexander), regia di Ingmar Bergman (1982)
- Il segno (De två saliga), regia di Ingmar Bergman (1986)

## Premi e riconoscimenti
Guldbagge - 1966
Miglior attrice - Ormen - La frusta del sesso